# Sinan Gümüş
Sinan Gümüş (Pfullendorf, 15 januari 1994) is een Turks-Duits voetballer die doorgaans als vleugelspeler speelt.

## Clubcarrière
Gümüş speelde in de jeugd bij TSV Aach-Linz, SC Pfullendorf en VfB Stuttgart. In juli 2014 tekende hij als transfervrije speler een vijfjarig contract bij Galatasaray SK. Op 16 december 2014 debuteerde hij in het eerste elftal in het bekerduel tegen FBM Yaşamspor. De linksbenige vleugelspeler was meteen trefzeker bij zijn debuut. Tien dagen later volgde zijn competitiedebuut tegen Gençlerbirliği SK. In zijn debuutseizoen speelde Gümüş slechts vier competitieduels voor Galatasaray. Op 15 september 2015 maakte hij zijn debuut in de UEFA Champions League, als invaller voor Lukas Podolski tegen Atlético Madrid.

## Interlandcarrière
Gümüş maakte in 2013 één doelpunt in drie interlands voor Duitsland –20.